# Bedrock (Foetus)
Bedrock è un EP di Foetus, qui accreditato come "The Foetus All-Nude Revue", progetto del musicista australiano James George Thirlwell, pubblicato nel 1987 dalla Self Immolation attraverso la Some Bizzare Records.
I brani Bedrock e Rattlesnake Insurance sono presenti anche sulla raccolta Sink del 1989.

## Tracce
1. Bedrock – 7:07
2. Diabolus In Musica – 9:45
3. Shut – 0:54
4. Rattlesnake Insurance – 1:49
5. Bedrock Strip

## Formazione
- The Foetus All-Nude Revue (James George Thirlwell)  - Performer